# 斯特凡·比尔切维奇
斯特凡·比尔切维奇（1989年12月13日—），塞爾維亞籃球運動員。他現在效力於西班牙球隊CB Estudiantes，他也是塞爾維亞國家男子籃球隊的一員，參加了2016年里約奧運，獲得銀牌。